# Vincenzo Marchese
Vincenzo „Enzo“ Marchese (* 19. Mai 1983 in Böblingen, Deutschland) ist ein italienischer Fußballspieler.

## Karriere
In seiner Jugend spielte Marchese für die SpVgg Weil im Schönbuch und den VfL Sindelfingen. Im Jahre 2006 wechselte er dann zu den Stuttgarter Kickers, wo er bereits nach zwei Jahren den Sprung in die zweite Mannschaft des Vereins schaffte und in der Oberliga Baden-Württemberg einige Spiele absolvierte. Schon nach einem Jahr bei der zweiten Mannschaft absolvierte Marchese Spiele für die erste Mannschaft in der Regionalliga Süd. Zu Beginn der Saison 2006/07 wechselte er zum SSV Ulm 1846 in die Oberliga Baden-Württemberg. Nachdem die Stuttgarter Kickers 2009 in die Regionalliga abgestiegen waren, kehrte Marchese nach drei Saisons beim SSV Ulm 1846 wieder zu den Kickers zurück. In dieser Saison war Marchese neuer Kapitän bei den Kickers und gab am 21. Juli 2012 sein Profidebüt, als er bei der 1:2-Niederlage gegen Hansa Rostock in der Startelf stand.
Nachdem er mit den Kickers in die Regionalliga abgestiegen war, wechselte er im Sommer 2016 gemeinsam mit Torwart Carl Klaus zum spanischen Drittligisten Atlético Baleares.